# Gallo pinto
Gallo pinto (hrv. šaren pijetao) je tradicionalno i autohtono jelo u Kostarici i Nikaragvi koje se jede za doručak.
Iako se Gallo pinto pojavljuje pod raznim imenima u raznim dijelovima središnje Amerike, ipak je to autohtono kostarikansko jelo.
U Hondurasu i Salvadoru se zove Casamiento (hrv. svadba). Na Kubi Moros y Cristianos (hrv. Mauri i Kršćani).
U Kolumbiji pod imenom Calentado paisa i u Peruu kao Tacu tacu.